# 梅卡尼克斯維爾 (愛荷華州)
梅卡尼克斯維爾（英語：Mechanicsville）是一個位於美國愛荷華州錫達縣的城市。

## 地理
梅卡尼克斯維爾的座標為41°54′00″N 91°15′00″W / 41.90000°N 91.25000°W，而該地的平均海拔高度為281米（即922英尺）。

## 人口
根據2010年美國人口普查的數據，梅卡尼克斯維爾的面積為2.15平方千米，當中陸地面積為2.15平方千米，而水域面積為0.00平方千米。當地共有人口1146人，而人口密度為每平方千米533人。